# Gornja Šušnjara
Gornja Šušnjara falu Horvátországban Belovár-Bilogora megyében. Közigazgatásilag Štefanjéhez tartozik.

## Fekvése
Belovártól légvonalban 15, közúton 20 km-re délnyugatra, községközpontjától 7 km-re délkeletre a Donja Šušnjara és Križic között fekszik.

## Története
A település a 19. század végén keletkezett az akkori Šušnjara északkeleti határrészén. 1918-ban az új szerb-horvát-szlovén állam, majd később Jugoszlávia része lett. 1941 és 1945 között a németbarát Független Horvát Államhoz, majd a háború után a szocialista Jugoszláviához tartozott. Lakosságát 1948-tól számlálják önállóan. A háború után a fiatalok elvándorlása miatt lakossága folyamatosan csökkent. 1991-től a független Horvátország része. 1991-ben lakosságának 90%-a horvát nemzetiségű volt. A délszláv háború idején mindvégig horvát kézen maradt. 2011-ben 28 lakosa volt, akik főként mezőgazdaságból éltek.

## Lakossága
| Lakosság változása | Lakosság változása | Lakosság változása | Lakosság változása | Lakosság változása | Lakosság változása | Lakosság változása | Lakosság változása | Lakosság változása | Lakosság változása | Lakosság változása | Lakosság változása | Lakosság változása | Lakosság változása | Lakosság változása | Lakosság változása |
| ------------------ | ------------------ | ------------------ | ------------------ | ------------------ | ------------------ | ------------------ | ------------------ | ------------------ | ------------------ | ------------------ | ------------------ | ------------------ | ------------------ | ------------------ | ------------------ |
| 1857               | 1869               | 1880               | 1890               | 1900               | 1910               | 1921               | 1931               | 1948               | 1953               | 1961               | 1971               | 1981               | 1991               | 2001               | 2011               |
| 0                  | 0                  | 0                  | 0                  | 0                  | 0                  | 0                  | 0                  | 133                | 149                | 126                | 83                 | 65                 | 53                 | 48                 | 28                 |

(Lakosságát 1931-ig Šušnjara néven Donja Šušnjarához számították.)